# NGC 1608
NGC 1608 este o galaxie lenticulară situată în constelația Taurul. A fost descoperită în 7 noiembrie 1863 de către Albert Marth. Se află la o distanță de 51,18 de megaparseci de Pământ.